# Patokan (Bantaran)
Patokan is een bestuurslaag in het regentschap Probolinggo van de provincie Oost-Java, Indonesië. Patokan telt 2873 inwoners (volkstelling 2010).